# Ciklično nukleotidna fosfodiesteraza
3'5'-ciklično nukleotidna fosfodiesteraza je familija fosfodiesteraza. Ovi enzimi katalizuju sledeće reakcije:
nukleozid 3',5'-ciklični fosfat + H2O = nukleozid 5'-fosfat
gde je nukleozid 3',5'-ciklični fosfat: 3',5'-ciklični AMP, 3',5'-ciklični dAMP, 3',5'-ciklični IMP, 3',5'-ciklični GMP ili 3',5'-ciklični CMP.
Retinalna 3',5'-cGMP fosfodiesteraza (EC 3.1.4.17) (PDE) je locirana u spoljašnjem segmentu fotoreceptora. Ona je svetlom aktivirana i učestvuje u prenosu signala. U štapićastim ćelijama PDE je oligomerna. Ona se sastoji od alfa-, beta- i 2 gama-podjedinaca, dok je PDE u kupastim ćelijama homodimer alfa lanaca, koji vezan za nekoliko manjih podjedinca. Oba PDE tipa katalizuju hidrolizu cAMP ili cGMP u korespondirajuće nukleozide 5' monofosfate. Oba enzima imaju veći afinitet za cGMP. Mesta cGMP vezivanja su locirana na -terminalnoj polovini proteinske sekvence, dok se katalitički deo nalazi na -terminalnom segmentu.

## Literatura
- Nicholas C. Price; Lewis Stevens (1999). Fundamentals of Enzymology: The Cell and Molecular Biology of Catalytic Proteins (Third изд.). USA: Oxford University Press. ISBN 019850229X.
- Eric J. Toone (2006). Advances in Enzymology and Related Areas of Molecular Biology, Protein Evolution (Volume 75 изд.). Wiley-Interscience. ISBN 0471205036.
- Branden C; Tooze J. Introduction to Protein Structure. New York, NY: Garland Publishing. ISBN 0-8153-2305-0.
- Irwin H. Segel. Enzyme Kinetics: Behavior and Analysis of Rapid Equilibrium and Steady-State Enzyme Systems (Book 44 изд.). Wiley Classics Library. ISBN 0471303097.
- William P. Jencks (1987). Catalysis in Chemistry and Enzymology. Dover Publications. ISBN 0486654605.